# إبراهيم بوخاردت
إبراهيم بوخاردت (1327 - 1404 هـ / 1908 - 1984 م) هو كاتب وباحث إسلامي، سويسري، ألماني الأصل، وإيطالي المولد.

## ترجمته
ولد في فلورنسة لأبويين نصرانيين وأسمياه تيتوس بوخاردت. كان منذ صغره يدرس العلوم الميتافيزيقية وتأثر بكتابات المستشرق رينيه جينو (الذي أسلم وتسمى بعبد الواحد يحيى) وأعلن إسلامه ورحل في البلاد العربية وقضى وقتا في مدينة فاس في المغرب. توفي بلوزان بسويسرا.

## آثاره
من مؤلفته:
- «المدخل إلى المذاهب الصوفية في الإسلام».
- «مبادئ ومناهج الفنون المقدسة».